# Бањоли Ирпино
Бањоли Ирпино (итал. Bagnoli Irpino) је насеље у Италији у округу Авелино, региону Кампанија.
Према процени из 2011. у насељу је живело 2953 становника. Насеље се налази на надморској висини од 672 м.

## Становништво
Према резултатима пописа становништва 2011. у општини је живело 3.274 становника.
| 1931. | 1936. | 1951. | 1961. | 1971. | 1981. | 1991. | 2001. | 2011. |
| ----- | ----- | ----- | ----- | ----- | ----- | ----- | ----- | ----- |
| 3.400 | 3.611 | 4.359 | 4.428 | 4.020 | 3.851 | 3.220 | 3.323 | 3.274 |